# Borzymy (Kolno)
Pour les articles homonymes, voir Borzymy.
Borzymy est un village polonais de la gmina de Grabowo, dans le powiat de Kolno, voïvodie de Podlachie, au nord-est du pays.
Il est situé à environ 18 km au nord-est de Kolno et à 76 km au nord-ouest de la capitale régionale Białystok.